# Once Caldas
Once Caldas je kolumbijský fotbalový klub z města Manizales. Tým hraje v bílých dresech. V roce 2004 vyhrál Pohár osvoboditelů.
Klub vznikl roku 1961 sloučením klubů Deportes Caldas a Deportivo Manizales (známý též jako Once Deportivo).

## Historie
Once Deportivo vzniklo roku 1930.
Deportes Caldas vznikl roku 1947 a roku 1950 se stal mistrem.
Roku 1961 se sloučily kluby Deportes Caldas a Deportivo Manizales (známý též jako Once Deportivo). Carlos Gómez Escobar chtěl, aby sloučený klub pokračoval jako Deportes Caldas, zatímco Eduardo Gómez Arrubla preferoval Once Deportivo. Hermán Bueno Ramirez navrhl jako kompromis, aby vznikl nový klub, Once Caldas.
Once Caldas vyhrál roku 2004 Pohár osvoboditelů, zejména díky výkonům Juana Carlosa Henaa a Jhona Viáfary. Po roce 2000 také vyhrál 3× ligu.

## Úspěchy
Národní
- Categoría Primera A:

Vítěz (3): 2003–I, 2009–I, 2010–II
Mezinárodní
- Pohár osvoboditelů:

Vítěz (1): 2004